# 睡眠障害国際分類
睡眠障害国際分類（すいみんしょうがいこくさいぶんるい、英: International Classification of Sleep Disorders、略称 ICSD）は、アメリカ睡眠医学会がヨーロッパ睡眠医学会、日本睡眠学会、ラテンアメリカ睡眠学会の協力により策定した睡眠障害の分類である。「睡眠および睡眠医学分野の臨床医・研究者のための一次的な診断学的疫学的な符号化資源」。
最初に策定されたのは1990年。その後1997年に改訂された。改訂版は「改訂睡眠障害国際分類」（The International Classification of Sleep Disorders, Revised、略称 ICSD-R）の名称で知られる。さらに、2005年には第2版が、2013年には第3版が公表された。2014年10月時点では、第3版の日本語訳は公開されていない。第2版,第3版は ICSD-2,ICSD-3 の略称で知られる。

## 睡眠障害国際分類第2版（ICSD-2）
Ⅰ．不眠症

Ⅱ．睡眠関連呼吸障害

Ⅲ．中枢性過眠症

Ⅳ．概日リズム睡眠障害

Ⅴ．睡眠時随伴症

Ⅵ．睡眠関連運動障害

Ⅶ．孤発性の諸症状，正常範囲と思われる異型症状，未解決の諸問題

Ⅷ．その他の睡眠障害

## 不眠症の分類
1. 適応障害性不眠症（急性不眠症）
2. 精神生理性不眠症
3. 逆説性不眠症
4. 特発性不眠症
5. 精神疾患による不眠症
6. 不適切な睡眠衛生
7. 小児期の行動性不眠症
8. 薬物または物質による不眠症
9. 身体疾患による不眠症
10. 物質または既知の生理的病態によらない、特定不能な不眠症（非器質性不眠症、非器質性睡眠障害）
11. 特定不能な生理的（器質性）不眠症[4]